# Ommata bicoloripes
Ommata bicoloripes là một loài bọ cánh cứng trong họ Cerambycidae.